# セルフィッシュ・サマー
『セルフィッシュ・サマー』（Prince Avalanche）は2013年のアメリカ合衆国のコメディ映画。
監督・脚本はデヴィッド・ゴードン・グリーン、出演はポール・ラッドとエミール・ハーシュなど。
2011年のアイスランド映画『Á annan veg（英題：Either Way）』（日本未公開）のリメイクで、道路整備の旅を続ける作業員の男2人による珍道中を描いたロードムービーである。
第63回ベルリン国際映画祭で銀熊賞（監督賞）を受賞している。
日本では劇場未公開だが、WOWOWで2014年2月9日に放送された。

## ストーリー
1988年のテキサスを舞台に、世代も性格も価値観も異なる道路整備作業員のアルヴィンとランスが、前年の大規模な森林火災で破損した道路にセンターラインを引く作業をしながら森を旅し、何度もぶつかり合いながらも徐々に絆を結んで行く姿を描く。

## キャスト
アルヴィン
演 - ポール・ラッド
中年の生真面目な道路整備作業員。孤独を愛する一方、恋人マディソンとのドイツ旅行のためにドイツ語を独学で勉強中。マディソンを気遣って彼女の弟ランスを助手として雇ってやったのだが、マディソンから突然別れを告げられる。これをきっかけに自分の生き方を考える。
ランス
演 - エミール・ハーシュ
アルヴィンが助手として雇ったマイペースな若者。アルヴィンの恋人マディソンの弟で両親と同居中。過去に何度か関係を持った中年女性が自分の子を妊娠したと知り、どうすべきか悩む。
トラック運転手
演 - ランス・ルゴール
アルヴィンたちが道路で何度も出会う老人。吞ん兵衛。
老婦人
演 - ジョイス・ペイン
焼け落ちた屋敷跡でアルヴィンが出会った女性。パイロットのライセンスなどを探していると言う。実は亡霊であることが示唆される。

## 作品の評価
Rotten Tomatoesによれば、批評家の一致した見解は「デヴィッド・ゴードン・グリーン監督の一歩引いた適切な演出で、『セルフィッシュ・サマー』はポール・ラッドとエミール・ハーシュのコンビによる巧妙に控えめな演技とともに感じよくヨロヨロ歩きをしている。」であり、123件の評論のうち高評価は82%にあたる101件で、平均点は10点満点中6.90点となっている。
Metacriticによれば、29件の評論のうち、高評価は25件、賛否混在は4件、低評価はなく、平均点は100点満点中73点となっている。